# Adidas Campus
Adidas Campus jsou sportovní boty vytvořené společností Adidas, které byly uvedeny na trh v 70. letech 20. století. Boty byly původně vydány jako basketbalové boty, ale později se přeorientovaly na lifestylové boty. Unikátní design bot přispěl k jejich popularitě jako robustnější alternativy k ostatním teniskám od Adidas.

## Přehled
Původní název bot byl Tournament, později byl v 80. letech přejmenován na Campus. K úspěchu bot přispěl jejich celkově tlustší design ve srovnání s ostatními botami od Adidas, jako jsou Samba nebo Gazelle. To lze vidět na větší podrážce, větším svršku boty a širších pruzích na stranách. To činilo boty lepší volbou pro lidi, kteří preferují pohodlí nebo širší boty pro jejich nohy. Bota má také jednodušší design s obyčejným vzhledem špičky, na rozdíl od unikátního designu podobných bot Adidas.

## Modely

### Campus 80s
Původní bota je oficiálně označována jako Campus 80s a zachovává estetiku původního vydání. Tato verze byla znovu uvedena na trh na konci 2010. let.

### Campus 00s

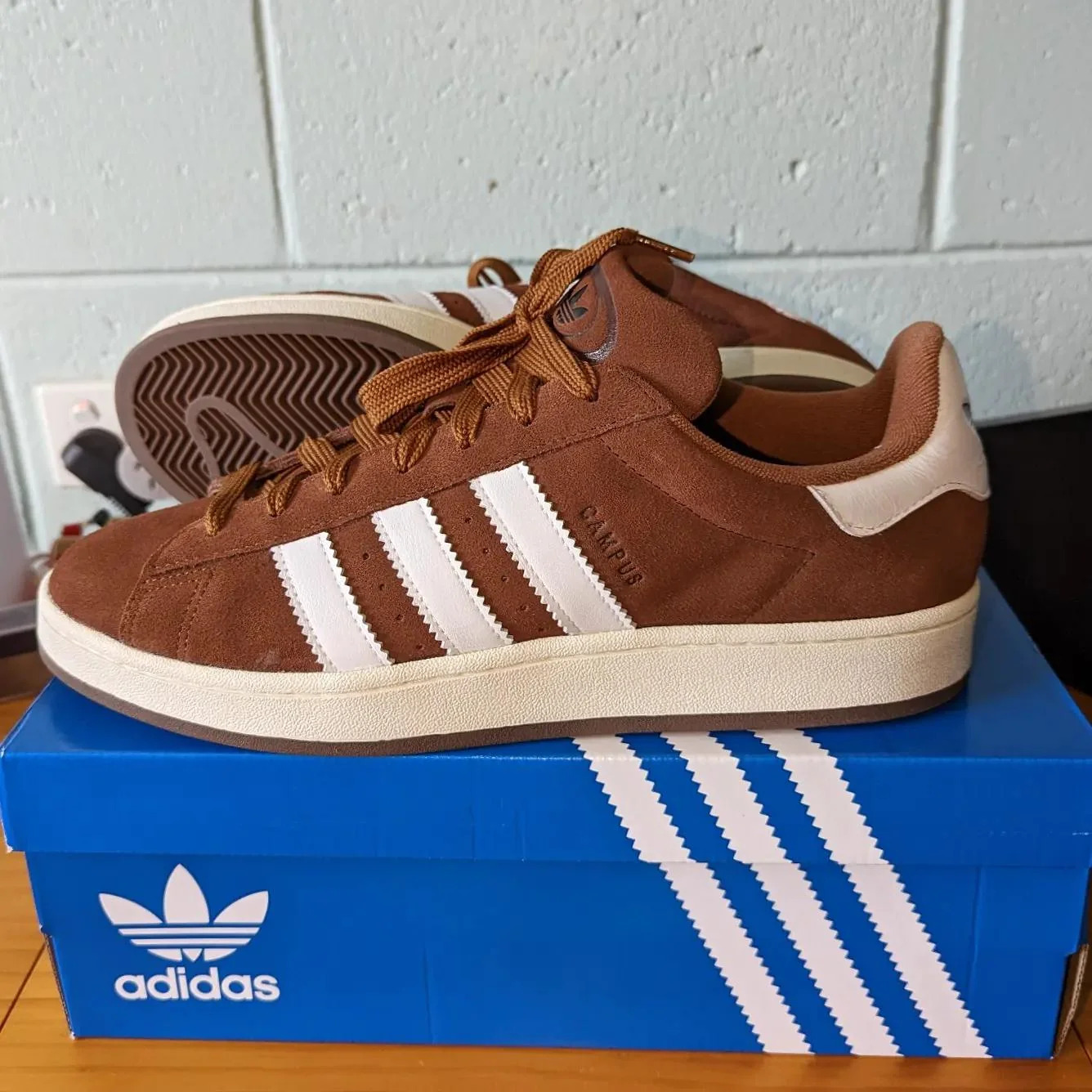
Adidas Campus 00s v hnědé barvě

V roce 2022 uvedla společnost Adidas ještě robustnější verzi bot nazvanou Campus 00s. Název je inspirován robustními designy bot z 2000. let, konkrétně lifestylovými a skateboardovými botami. To lze vidět na kvalitě semiše použitého na botu, větší podrážce a svršku, širokých tkaničkách a širším designu 3 pruhů. Modely Adidas Campus a Adidas Campus 00s jsou oblíbené pro svůj jednoduchý, ale stylový design a jsou dostupné v různých provedeních. Tato ikonická řada zahrnuje klasický Adidas Campus v základních i jasných barvách.

### Campus ADV
Také byla uvedena verze specifická pro skateboarding, která obsahuje lepší polstrování, silnější svršek a zesílenou patu pro lepší provádění triků a odolnost proti opotřebení při skateboardingu.

## Spolupráce
Adidas se rozhodl spolupracovat s Bad Bunny na různých designech některých jejich bot, jednou z nichž byla "Campus 80s" uvedená na trh 25. února 2023.
Speciální projekt s Korn vedl k vydání speciálních verzí "Campus 00s" a "Supermodified" spolu s oblečením 27. října 2023.